# Elsk mig (film)
Elsk mig er en svensk dramafilm fra 1986 instrueret af Kay Pollak. Den fik premiere i Sverige den 28. februar 1986 og udkom i Danmark samme år den 15. august.

## Handling
En 16-årig pige har i sit korte liv flyttet omkring fra den ene plejefamilie til den anden. Hun får nu sin sidste chance, nye "forældre" på prøve i en uge. Den nye plejefamilie bliver rystet i sin grundvold ved mødet med pigen.

## Medvirkende (i udvalg)
- Anna Lindén som Susanne Larsson
- Tomas Fryk som Tomas Lindgren
- Lena Granhagen som Martha Lindgren
- Ernst Günther som socialinspektør
- Örjan Ramberg som Birger